# Annette Roozen
Annette Roozen, née le 11 mars 1976 à Utrecht, est une athlète paralympique néerlandaise.
Lorsque Roozen avait seize ans, sa jambe droite est amputée en raison d'un ostéosarcome. Cinq ans plus tard, en 1997, elle participe à une journée sportive locale pour les utilisateurs de prothèses où son intérêt pour l’athlétisme est né. Son premier titre international est venu en 2003 lorsqu'elle remporte le 100 mètres sprint aux Championnats d'Europe à Assen en 18,11 secondes, un nouveau record européen pour cette époque. Le même jour, elle participe également au saut en longueur, remportant la médaille de bronze avec un saut de 2,95 mètres. Un mois plus tard, elle remporte deux médailles d'or aux Championnats d'Allemagne ouverts à Wattenscheid. Elle bat les records du monde dans les deux disciplines : 17,85 secondes sur 100 mètres et 3,19 mètres au saut en longueur. Le 31 mai 2004, elle bat à nouveau le record du monde du 100 mètres, cette fois lors des FBK-Games à Hengelo avec un temps de 17,20 secondes. Elle représente les Pays-Bas aux Jeux paralympiques d'été de 2004 à Athènes, non pas au 100 mètres, mais seulement au saut en longueur. Elle bat un record personnel de 3,33 mètres, mais termine finalement en cinquième position, sans remporter de médaille.

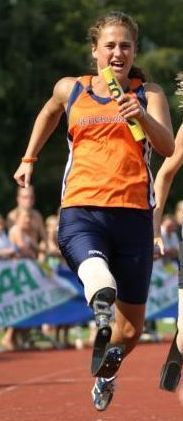
Roozen lors d'un relais en 2006.

À Lelystad, elle participe aux Championnats nationaux néerlandais de para-athlètes de 2005, où elle remporte ses premiers titres nationaux, terminant première au 100 mètres et au saut en longueur. Un jour plus tard, elle améliore son record personnel et national au saut en longueur à 3,55 mètres lors des FBK-Games de cette année-là. Elle défend avec succès ses titres nationaux dans les deux disciplines et lors du Paralympic Challenge à Duderstadt le 20 mai 2006, elle bat un nouveau record du monde sur le 100 mètres en 16,90 secondes. Le 25 août 2006, à Leverkusen, elle bat le record d'Europe du saut en longueur avec 3,61 mètres. De retour dans son pays natal à Assen, ils organisent les Championnats du Monde 2006 et Roozen devient double Championne du Monde. Elle remporte le 100 mètres en 16,96 secondes et parcourt une distance de 3,49 mètres au saut en longueur.
En 2007, elle n'est pas redevenue championne nationale néerlandaise du 100 mètres, mais elle réussit pour la troisième fois consécutive au saut en longueur, avec une distance de 3,50 mètres. Bien qu'elle ait raté son troisième titre national du 100 mètres, elle établit un nouveau record du monde, non officiel, lors des Run2Day Track Meetings à Utrecht, pour améliorer son chrono à 16,64 secondes. Aux FBK-Games de 2007, elle saute 3,57 mètres au saut en longueur et remporte la course de 100 mètres en 16,75 secondes, cette fois-ci un record du monde officiel. Le 17 juin 2007, à Stadskanaal, lors des Nelli Cooman-Games, elle bat à nouveau le record du monde, cette fois en 16,57 secondes. Elle participé également à une course de 200 mètres pour la toute première fois de sa carrière, battant ainsi un nouveau record du monde de 34,46 secondes. Grâce à cet effort, elle remporte le « Trophée de Bronze Nelli Cooman». À la fin de l'année, elle est nommée sportive néerlandaise de l'année avec un handicap (Trophée Joke van Rijswijk), elle partage le titre avec Marion Nijhof (en), une nageuse aveugle.

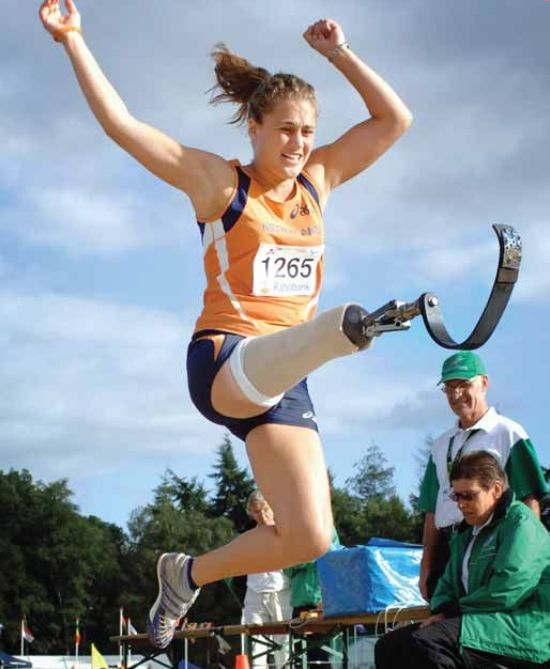
Roozen aux championnats du monde de saut en longueur 2006 à Assen.

Le 1er juin 2008, lors des Championnats néerlandais ouverts à Emmeloord, Roozen bat une fois de plus le record du monde du 100 mètres avec un nouveau meilleur temps de 16,48 secondes. Elle représente les Pays-Bas aux Jeux paralympiques d'été de 2008 à Pékin, où elle s'est qualifiée pour le 100 mètres F42 et le saut en longueur. Le 200 mètres de sa catégorie n'est pas couru pendant les Jeux paralympiques de cette année. Au saut en longueur, elle réalise 3,23 mètres lors de son premier saut, se classant ensuite cinquième. Avec son deuxième saut de 3,63 mètres, elle saute plus loin que tous les autres athlètes lors du premier saut ; cependant, Christine Wolf saute 3,65 mètres lors de ce même tour pour prendre la tête. Aucune des autres n'a réussi à dépasser les 3,63 mètres, même si Ewa Zielińska s'en est approchée avec 3,62 mètres. Dans la dernière partie de la compétition, Wolf saute 3,73 mètres et établi un nouveau record du monde lors de son cinquième saut sur six. Roozen ne réussit pas à sauter aussi loin et remporte la médaille d'argent. Zielińska remporte le bronze.